# L'Orchidophile
L'Orchidophile (abreviado Orchidophile) es una revista con ilustraciones y descripciones botánicas que editada en Argenteuil. Se publicaron 15 números en los años 1881-1895.